# Mari Emmanuel
Mar Mari Emmanuel, nato Robert Shlimon (Haditha, 19 luglio 1970), è un vescovo australiano di origini irachene.
È il fondatore della Chiesa di Cristo Buon Pastore, di tradizione siriaca orientale, nel sobborgo di Wakeley, Sydney, nello Stato del Nuovo Galles del Sud. Istituita nel 2015, dopo la sua sospensione da parte dell'Antica Chiesa d'Oriente avvenuta l'anno prima, la sua chiesa ospita il maggior numero di cristiani assiri, molti dei quali rifugiati dall'Iraq e dalla Siria, di qualsiasi quartiere suburbano australiano.
I suoi sermoni vengono trasmessi in live streaming sui canali Facebook e YouTube della Chiesa di Cristo Buon Pastore, che complessivamente hanno un seguito di più di 255.000 utenti. La sua popolarità online è dovuta a diverse fan page con migliaia di persone che lo seguono e lo supportano. Ha preso parte a interviste su programmi YouTube conservatori, dove ha parlato di religione e criticato l'omosessualità e la politica australiana sul COVID-19.
Il 15 aprile 2024, Emmanuel e altri cinque fedeli sono stati accoltellati nella sua chiesa durante un sermone trasmesso in diretta. A seguito di tale attacco, stato definito terroristico da Karen Webb, commissario di polizia del Nuovo Galles del Sud, il vescovo ha perso l'uso dell'occhio destro.

## Biografia

### Primi anni
Emmanuel è nato nel 1970 a Haditha, in Iraq, da una devota famiglia cristiana. È cresciuto a Baghdad, ma la sua famiglia ha lasciato l'Iraq all'inizio degli anni 1980 e si è stabilita a Sydney, in Australia, dove ha frequentato la Fairfield High School. Ha lavorato come direttore di banca negli anni 1990 prima di diventare diacono alla fine del decennio ed infine essere ordinato sacerdote nel 2009.

### Mandato in qualità di vescovo

#### Antica Chiesa d'Oriente
Nell'agosto 2011, Mar Yacoub Daniel e Mar Zaia Khoshaba hanno consacrato Emmanuel come vescovo suffraganeo per l'arcidiocesi di Australia e Nuova Zelanda, assistendo il metropolita di Australia e Nuova Zelanda. Precedentemente noto come Emmanuel Shlimon, adottò il nome episcopale di "Mari Emmanuel" (da San Mari) al momento di diventare vescovo.
Nel luglio 2013, durante una visita in Australia, Mar Addai II ha conferito la conferma patriarcale ad Emmanuel. All'epoca, però, gli ordinò di apportare modifiche in diversi ambiti, come la condotta liturgica, teologica e sociale. Il termine del patriarca è scaduto e Addai II ha sospeso Emmanuel nel luglio 2014, per violazione dei canoni promulgati dal Primo Concilio di Nicea nel 325 d.C. Per un periodo di tempo, Emmanuel predicò nella cattedrale di San Zaia a Middleton Grange, nel Nuovo Galles del Sud.

#### Chiesa di Cristo Buon Pastore
Nel gennaio 2015, Emmanuel si è affermato vescovo di una chiesa indipendente di tradizione siro-orientale sempre a Wakeley, la Chiesa di Cristo Buon Pastore. A partire dal 2023, non è elencato come sacerdote nell'arcidiocesi di Australia, Nuova Zelanda e Libano dell'Antica Chiesa d'Oriente.

### Attentato del 2024
Lunedì 15 aprile 2024, poco dopo le 19:00, Emmanuel è stato aggredito da un sedicenne durante un sermone alla Chiesa di Cristo Buon Pastore. Da un pulpito, l'aggressore si scagliò contro Emmanuel dalla destra di quest'ultimo e colpì ripetutamente il vescovo con un coltello a serramanico finché non cadde dopo aver riportato lacerazioni alla testa; l'autore del reato ha poi pugnalato altri cinque. Subito dopo l'aggressione, Emmanuel ha pregato per l'aggressore. Secondo il commissario di polizia del Nuovo Galles del Sud Karen Webb, Emmanuel ha subito un intervento chirurgico ed è stato "fortunato ad essere vivo".
Nella diretta streaming del sermone, l'aggressore ha parlato in arabo, gridando "Allah Akbar" prima di pugnalare Emmanuel. In un video diffuso da un fedele, è stato anche sentito dire "se lui [il vescovo] non avesse insultato il mio profeta e religione, non sarei venuto qui». La polizia ha descritto l'attacco come un «estremismo di matrice religiosa» e come un «atto terroristico». Secondo Emmanuel, appena un mese prima dell'attentato accoltellato, sono state diffuse minacce su TikTok, secondo cui gli "hanno due settimane di vita".
Emmanuel, il 18 aprile, in un sermone audio online al Liverpool Hospital, ha nuovamente perdonato l'aggressore, oltre a chiedere ai suoi seguaci di non cercare vendetta, dichiarando che:
Il 30 aprile ha dichiarato pubblicamente di aver perso l'occhio destro.